# متلازمة الاضطرابات النفسية العصبية عند الأطفال
متلازمة الاضطرابات العصبية والنفسية الحادة عند الأطفال (PANS)  هي اضطراب محدد سريريًا يتسم بالظهور المفاجئ لأعراض الوسواس القهري أو الامتناع عن الأكل، يصاحب ذلك التدهور السلوكي الحاد و / أو التغيرات الحركية / الحسية في اثنين على الأقل من المجالات السبعة.  هذه المجالات هي القلق، و / أو الاكتئاب العاطفي و / أو الاكتئاب والتهيج والسلوك العدواني أو المعارض والانحدار الأكاديمي والتدهور المعرفي واضطراب النوم.  يتطلب التشخيص النهائي أيضًا اتباع مسار يتبع نمط الانتكاس. في حالة الأعراض المزمنة ما بعد البلوغ تزداد شدتها. 

## التشخيص
الاضطرابات النفسية العصبية الحادة في الأطفال هو تشخيص سريري حصري يعتمد على استبعاد الاضطرابات الأخرى (تشخيص بالاستثناء) ويتميز بأعراض نموذجية لضعف العقد القاعدية ونتائج الوظائف المتغيرة للجزء الخامل من الجهاز المناعي. الاضطرابات العصبية والنفسية الذاتية المرتبطة بالتهابات المكورات العقدية هي أساسًا ناجمة عن عدوى المكورات العقدية ولها أعراض مشابهة (ولكن ليست مساوية) للاضطرابات النفسية العصبية الحادة في الأطفال. ومع ذلك فإن الآليات المرضية للاضطرابات النفسية العصبية الحادة في الأطفال لا تزال قيد البحث.  تمت مناقشة واختبار نتائج المختبر المحتملة لاضطرابات النفسية العصبية الحادة في الأطفال دون نتائج واعدة.

### اتحاد بحوث متلازمة الاضطرابات العصبية والنفسية الحادة عند الأطفال والاضطرابات النفسية العصبية لدى الأطفال المرتبطة بالتهابات المكورات العقدية
تم عقد اتحاد من الأطباء والعلماء الأكاديميين في عام 2013 لتطوير إرشادات تشخيصية أكثر تحديدًا لهذا الاضطراب تحسباً لمواصلة البحث والتجارب السريرية والرعاية السريرية لهذه المجموعة الفرعية للمريض. 

## الروابط الخارجية
- PANS/PANDAS Information - National Institute of Mental Health
- NIMH Director's Blog نسخة محفوظة 27 يوليو 2012 على موقع واي باك مشين.